# Euproctis semiochrea
Euproctis semiochrea är en fjärilsart som beskrevs av Herrich-Schäffer 1855. Euproctis semiochrea ingår i släktet Euproctis och familjen tofsspinnare. Inga underarter finns listade i Catalogue of Life.